# Three Gays of the Condo
«Three Gays of the Condo» (с англ. — «Три гея в квартире») — семнадцатый эпизод четырнадцатого сезона мультсериала «Симпсоны». Впервые вышел в эфир 13 апреля 2003 года.

## Сюжет
Симпсоны находят у себя дома гигантскую головоломку-пазл «Концерт у Золотых Ворот» и решают собрать её на заднем дворе, так как в доме нет комнат, способных поместить в себе настолько большую картину. Симпсоны настолько увлекаются этим занятием, что Барт даже носит пазлы с собой в школу вместо обеда, а Гомер уже неделю не ходит на работу. В конце концов семья завершает своё творение и любуется им на заднем дворе. Но тут зоркий глаз Неда Фландерса замечает, что в картине не хватает одного кусочка — головы певца. Симпсоны ищут пропавший пазл по всему дому. Проверяя шкаф на наличие пропажи, Гомер находит сундучок с надписью «Воспоминания Мардж». Среди различных сувениров из восьмидесятых присутствует фотография с открытия Таверны Мо. Насладившись воспоминаниями о молодости, Гомер замечает на обратной стороне фотографии гневное письмо от Мардж, которое она написала в тот самый день открытия. В тот злополучный день Гомер привёл свою будущую жену в Таверну Мо. Там он напился и играл в видеоигры, абсолютно не обращая внимания на скучающую Мардж. А под конец у него случилось алкогольное опьянение и его увезли в больницу. После всего пережитого Мардж написала Гомеру, что они абсолютно не подходят друг другу. Прочитав это, Гомер впадает в недоумение: почему же Мардж в таком случае вышла за него замуж? Ах, вот почему: через два дня Мардж была у врача и тот сообщил ей о том, что она беременна! Тут в комнату заходит Мардж и сообщает, что нашла пропавший пазл у Мэгги в носу, но Гомеру уже не до этого: он считает, что Мардж никогда его не любила и вышла замуж лишь потому, что была беременна Бартом. И даже убеждения Мардж о том, что она любит Гомера, но поощряет далеко не все его поступки, не успокаивают, а наоборот — расстраивают Гомера и он уходит спать в комнату Барта, где всю ночь плачет и мешает спать сыну.
На следующий день Мардж пытается успокоить обиженного мужа (он хотел приготовить блины, но она говорит, что это яичница, и к тому же он разбросал пивные банки), но тот воспринимает всё в штыки и в конце концов уезжает из дому, чтобы временно пожить отдельно от жены. Пожив один день в «Апартаментах Для Холостяков» вместе с отцом Милхауса, Гомер решает вернуться домой. Уже решившись зайти в дом, Симпсон замечает ящик с бесплатными газетами «Спрингфилдские Квартиры». Тут Гомер находит занятное объявление: в шикарную трёхкомнатную квартиру требуется третий сожитель. Увидев прелести данного жилья и оценив сравнительно недорогую квартплату, Гомер решает отправиться в тот район, где находятся данные апартаменты. Он прибывает в странный квартал, где «всё выглядит как-то подозрительно». Тут он встречается со Смитерсом, который необычно одет и говорит Симпсону, что он здесь заблудился (хотя местные хорошо его знают). А вскоре Гомер встречает своих новых сожителей Грэйди и Хулио, которые сразу же сообщают Симпсону, что они геи, хотя Гомеру, как ни странно, глубоко наплевать на это. Сладкая парочка соглашается принять Гомера у себя, а позже кардинально меняет ему стиль одежды, причёску и так далее. Мардж готова простить Гомера, но тот уже свыкся с новым образом жизни и абсолютно не хочет извиниться, за что жена снова прогоняет его. После этого Гомер идёт в клуб, где зажигательно танцует, попутно сообщая Грэйди и Хулио (цвет его волос меняется в промежутке), что его отношения с Мардж окончательно разорваны.
На следующий день Грэйди и Гомер как обычно сидят перед телевизором, как вдруг стоящий на балконе Хулио сообщает, что к Гомеру пришла Мардж с детьми. Чтобы помириться с мужем, Мардж пригласила самого Эла Янковича, который поёт песню о непростых отношениях Гомера и Мардж. После этого Гомер соглашается на предложение Мардж прийти на примирительное свидание. Гомер старательно готовится к свиданию и даже немного нервничает. Его приятели-геи решают расслабить Гомера и дают ему коктейль «Маргарита» для спокойствия. Гомер воспринимает это как знак свыше и выпивает его… А тем временем Мардж ждёт Гомера в кафе «Рыцарский Турнир». Муженёк приходит лишь под конец мероприятия и естественно налицо выглядит пьяным. Яростная Мардж сообщает Гомеру, что благодаря этому поступку их отношения окончательно разорваны и уходит домой на глазах у шокированных знакомых. Грустный Гомер возвращается домой и сообщает Грэйди о случившемся. Но тот говорит, что Гомеру нужно идти дальше… и страстно целует Симпсона, давая понять, что гей любит его. Гомер долго молчит, не зная, как отреагировать на такое, а потом резко бросается к окну, выпрыгивает из него и убегает, попутно говоря, что он разбил бы Грэйди сердце. Опечаленный гей остаётся в одиночестве, а Гомер тем временем прибегает в Бар Мо и рассказывает бармену о своих несчастьях. Мо в ответ лишь поит Гомера спиртным, пока у того снова не случается алкогольное отравление. Испуганный бармен доставляет беднягу в больницу и поспешно убегает, как бы его не наказали за такое поведение. Уже в больнице Доктор Хибберт показывает откачанному Гомеру кассету с записью его первого алкогольного опьянения (в те времена доктор установил камеры, дабы узнать, кто ворует медицинский инвентарь). Оказывается, Мардж очень переживала за Гомера и не особо сердилась на него, ей намного важнее, что Гомер — хороший человек! После этого к Гомеру приходит Мардж и они страстно целуются, возродив свою любовь.
Эту историю Доктор Хибберт просматривает на кассете много лет спустя (попутно он узнаёт, что медицинский инвентарь воровала его медсестра).